# 长穗荠苧
长穗荠苧（学名：Mosla longispica）为唇形科石荠苧属下的一个种。